# Han Gyong-si
Han Gyong-si (ur. 18 maja 1954) – północnokoreański sztangista. Brązowy medalista olimpijski z Moskwy.
Brał udział w dwóch igrzyskach (IO 76, IO 80). W 1980 po brąz sięgnął, pod nieobecność sportowców z części krajów tzw. Bloku Zachodniego, w wadze do 52 kilogramów – złoto w tej kategorii wywalczył reprezentant Związku Radzieckiego Kanybiek Osmonalijew, a drugi był Ho Bong-chol. Był równocześnie brązowym medalistą mistrzostw świata w 1980. Zwyciężył na igrzyskach azjatyckich w 1978 i był trzeci w 1974. Pobił cztery oficjalne rekordy globu.